# Пам'ятний хрест Українським Січовим Стрільцям (м. Ходорів)
Пам'ятний хрест Українським Січовим Стрільцям  — пам'ятний знак, встановлений на вул. Тернопільській міста Ходорів з метою вшанування захисників ЗУНР, які полягли в нерівному бою в листопаді 1918 в м. Ходорові Львівської області

## Історичні події - підґрунтя встановлення Хреста
Хрест на могилі Українських Січових стрільців у Ходорові - символ вдячності героям 1918 року. Тоді у ніч на 11 листопада 1918 року невеличкий Ходорівський гарнізон Українських Січових стрільців затримав польський військовий ешелон, що рухався з-під Волочиська на Львів  За величезної переваги поляків, після двохгодинної боротьби українці відступили до с. Новосільці. У нерівному бою загинуло двадцять захисників ЗУНР. Українських бійців поховали на міському цвинтарі.
У період УНР та ЗУНР Ходорів був важливим центром багатьох історичних подій. Так у приміщенні колишнього повітового суду (тепер місцева школа №3 ім. Героя Небесної сотні Романа Точина) була розміщена команда УГА та керівні установи ЗУНР. Там на початку 1919 року, за участю керівників ЗУНР (Президент ЗУНР Євген Петрушевич й військові лідери), представників УНР (Симон Петлюра) та політичних і військових лідерів країн Європи й США проходили міжнародні переговори, під час яких вирішувалась майбутня доля Української державності.

## Відкриття пам'ятника
На місці трагічних подій ходорівчани встановили пам’ятний знак «Борцям за волю України». 1 листопада 2018 року на Братській могилі Січових стрільців було встановлено і освячено новий великий хрест.